# 科皮伊夫卡 (基輔州)
50°24′10″N 29°42′3″E / 50.40278°N 29.70083°E
科皮伊夫卡（烏克蘭語：Копіївка）是位於烏克蘭北部的村莊，由基辅州布恰区的馬卡里夫市鎮負責管轄。該村始建於1636年，面積0.11平方公里，海拔高度155米，2001年人口151，人口密度每平方公里1,751人。